# Physaria integrifolia
Physaria integrifolia är en korsblommig växtart som först beskrevs av Reed Clark Rollins, och fick sitt nu gällande namn av Lichvar. Physaria integrifolia ingår i släktet Physaria och familjen korsblommiga växter. Inga underarter finns listade i Catalogue of Life.